# کارل آوئن
کارل آوئن (انگلیسی: Carl Auen؛ ۱۶ فوریهٔ ۱۸۹۲ – ۲۳ ژوئن ۱۹۷۲) یک هنرپیشه اهل آلمان بود. وی بین سال‌های ۱۹۱۴ تا ۱۹۳۸ میلادی فعالیت می‌کرد.